# Travis Ranch (Teksas)
Travis Ranch je naseljeno mjesto za statističke potrebe u američkoj saveznoj državi Teksas. Prema popisu stanovništva iz 2010. u njemu je živjelo 2.556 stanovnika.